# Сінкверім
Сінкерім (англ. Sinquerim) - село в районі Бардез, штат Північне Гоа, Індія. 

## Місцеві принади
Сінкерім відомий своїм прекрасним пляжем.  Біля села на пляжі розташована Фортеця Агуада (порт. Fortaleza da Aguada). Форт був побудований португальцями в 1612 році для охорони берега проти голландців та маратхів. Слугував орієнтиром для суден, що приїжджали з Європи в той час. Цей старий португальський форт розміщений на пляжі на південь від Кандоліму, на березі річки Мандови.

## Місцезнаходження
Знаходиться на 16 км від Панаджі. Найближча залізнична станція знаходиться в Карамболімі. Найближчий аеропорт - аеропорт Даболім.

## Галерея

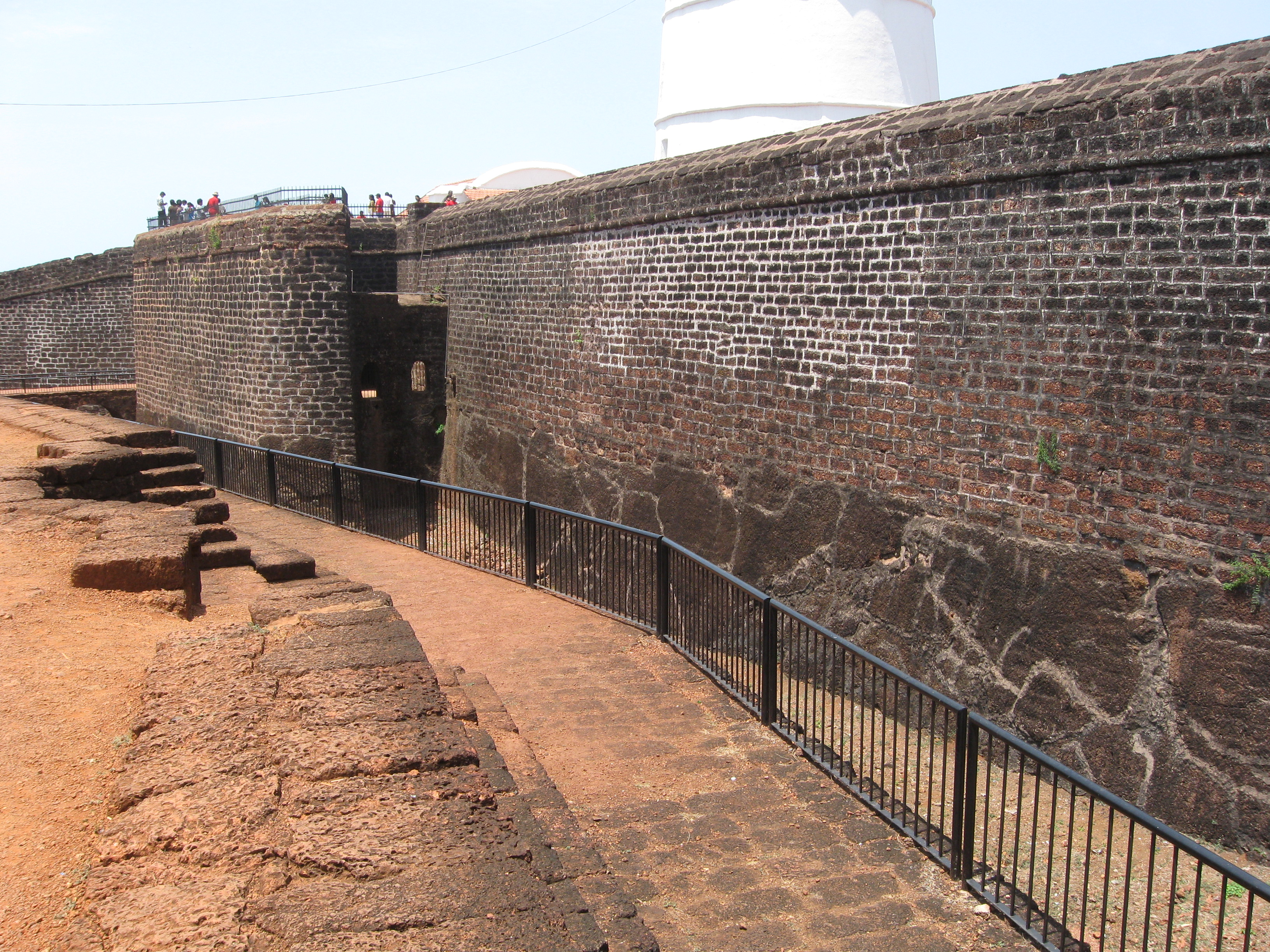
Фортеця Агуада
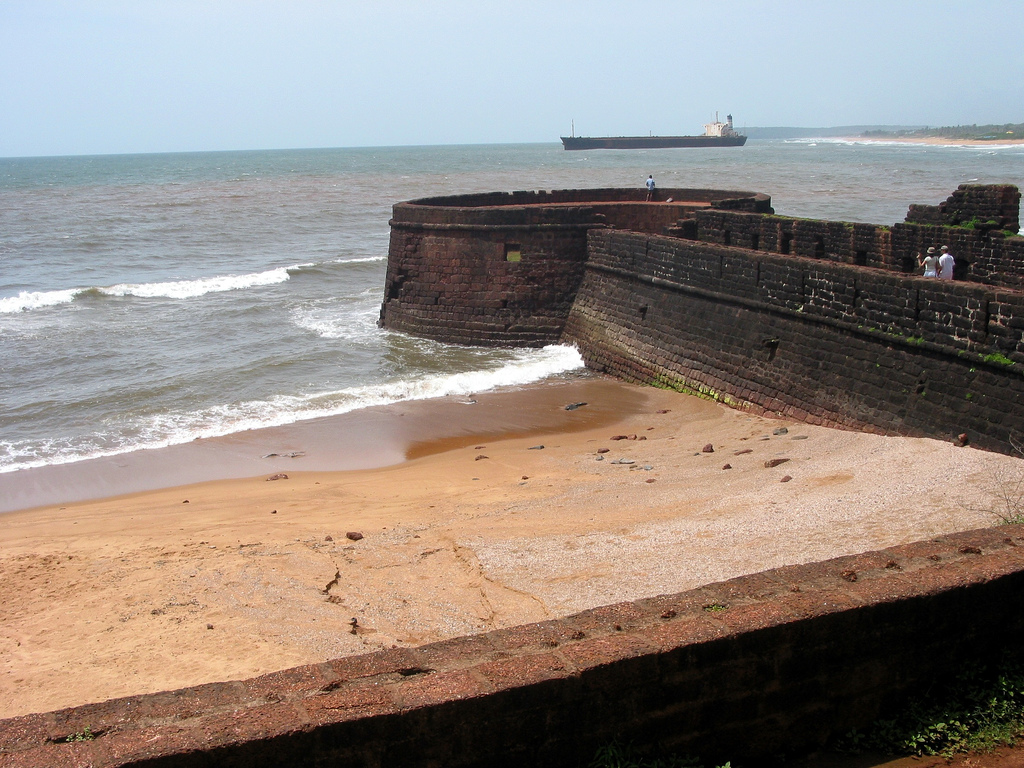
Фортеця Агуада

## Зовнішні посилання
- Про Сінкерім [Архівовано 24 березня 2020 у Wayback Machine.]
- Про пляж Сінкерім [Архівовано 24 березня 2020 у Wayback Machine.]